# Robert Van Lierop
Robert F. Van Lierop ist ein Jurist, Bürgerrechtler, Diplomat, Journalist aus Vanuatu und war 1991 bis 1994 Vorsitzender der Allianz der kleinen Inselstaaten (AOSIS).

## Leben

### Studium und Bürgerrechtsanwalt
Van Lierop studierte zunächst Wirtschaftswissenschaften an der Hofstra University, das er 1964 mit einem Bachelor of Arts in Economics (B.A.E.) abschloss. Anschloss promovierte er 1967 als Gastwissenschaftler der Arthur Garfield Hays Stiftung für Bürgerrechte zum Doktor der Rechtswissenschaften an der New York University School of Law.
Im Anschluss war er als Rechtsberater der National Association for the Advancement of Colored People (NAACP) tätig. Als solcher prozessierte er in Fällen von Beschäftigungsdiskriminierung, der Aufhebung der Rassentrennung an Schulen, polizeilichen Fehlverhalten und anderen bürger- und verfassungsrechtlichen Fragen. Später gründete er die Anwaltskanzlei Van Lierop & Burns, die er auch als Diplomat bei der UNO weiter betrieb.
Als Rechtsanwalt vertrat er zu dem mehrere ausländische Regierungen sowie Internationale Organisationen bei der UNO. Des Weiteren war Van Lierop 1994 bis 1997 Vorsitzender des Komitees für afrikanisches Recht der Bar Association des Staats New York sowie von 2000 bis 2003 Vorsitzender des Rates für Internationale Angelegenheiten der Bar Association.
Robert Van Lierop ist heute als Rechtsanwalt in einer New Yorker Anwaltskanzlei im Bereich des Sport- und Entertainmentrechts tätig und hat als Anwalt unter anderem die Schauspielerin Halle Berry, den Regisseur Spike Lee, die Musikgruppe „The Drifters“ sowie die US-amerikanische Leichtathletikvereinigung „The USA Track and Field“ vertreten.

### Botschafter bei der UNO und Vorsitzender der AOSIS
Nach der Unabhängigkeit des ehemals britisch-französischen Dominions der Neuen Hebriden am 30. Juli 1980 als Vanuatu wurde Van Lierop 1981 zum Botschafter und Ständigen Vertreter des südpazifischen Inselstaats bei den Vereinten Nationen ernannt. Dieses Amt behielt er bis 1994.
Als solcher war er unter anderem 1988 Vizepräsident der 43. Sitzung der UN-Generalversammlung sowie 1989 während der 44. Sitzung Vorsitzender des UN-Komitees für den UN-Treuhandrat und Dekolonialisierung. Ferner war er während der 16. Sondersitzung der UN-Generalversammlung 1989 stellvertretender Vorsitzender des Ad-hoc-Komitees zu Fragen der Apartheid und deren zerstörerische Auswirkungen in Südafrika.
Nach der Gründung der Umbenennung der Kleine Inselentwicklungsländer (SIDS) 1990 in AOSIS wurde Van Lierop 1991 erster Vorsitzender der AOSIS. Dieses Amt behielt er bis zum Ende seiner Botschaftertätigkeit bei der UNO 1994. Während seiner Amtszeit war er ein führender Verhandlungspartner in multinationalen Verhandlungen, die insbesondere zur Verabschiedung einer Reihe von Konventionen zum internationalen Umweltrecht führten.
Zuletzt war er Mitglied der Jury (Geschworener) beim World Tribunal zum Irak.

### Regisseur und Journalist

#### Filme als Regisseur
Zeitweise unterbrach er seine anwaltliche Tätigkeit, um als unabhängiger Regisseur und Fotojournalist im südlichen Afrika zu arbeiten. Während dieser Zeit entstanden folgende Filme in Mosambik und Angola zusammen mit Robert Bob Fletcher:
- A Luta Continua (1972)
- Angola’s Second War Of Liberation (1975)
- O Povo Organizado (1976)

### Veröffentlichungen
Zusammen mit Bob Fletcher war er Autor von Quiet War in Mozambique (Ebony, 1973).
Darüber hinaus war er als Korrespondent für New York und Sport der Zeitschrift The Black World Today (TBWT) tätig. Zwischen Oktober 2004 und Juni 2005 veröffentlichte Van Lierop dabei unter anderem folgende Artikel:
- From Sweep To Weep. In: TBWT, 22. Oktober 2004
- Let Our Voices Be Heard. In: TBWT, 2. November 2004
- Let The Real Thugs Stand Up. In: TBWT, 24. November 2004
- A Tragic Tsunami Warning. In: TBWT, 29. Dezember 2004
- Yankees, Si Or Yankees, No? In: TBWT, 14. Juni 2005

Van Lierop ist heute Mitglied des Produktionsteams von Media On Trial, das sich mit der Beziehung von Medien und Gewalt beschäftigt.

## Auszeichnungen
- Unabhängigkeitstagsmedaille von Vanuatu, 1990
- Großkreuz des Ordem do Infante von Portugal, 1993
- Medaille des Ordem de Timor-Leste, 2015[1]